# Pollenia nigriscens
Pollenia nigriscens este o specie de muște din genul Pollenia, familia Calliphoridae, descrisă de Fan în anul 1992. Conform Catalogue of Life specia Pollenia nigriscens nu are subspecii cunoscute.